# Holubinka celokrajná
Holubinka celokrajná (Russula integra, někdy také Russula polychroma) je jedlá houba z čeledi holubinkovitých (Russulaceae). Druhové jméno je odvozeno od nepřerušovaných lupenů.

## Znaky
Klobouk masitý, v průměru dorůstá 5–12 cm (druh patří k větším holubinkám). Mladý, polokulovitý klobouk přechází z vyklenutého do plošně rozprostřeného s prohlubinkou uprostřed.
Pokožka může nabývat obrovského spektra barev, zejména odstínů hnědé a purpurové- od čokoládově hnědé, přes masově, žlutavě, olivově hnědou, krvavě červenou, až po kalně či černavě purpurovou. V závislosti na vlhkosti prostředí může být jak hladká, tak i lepkavá. Pokožku lze zhruba do 1/2 průměru lehce sloupnout.
Lupeny vysoké, v mládí bělavé (často s modravým nádechem), později přecházejí do žluta, na klobouku jsou hustě uspořádány, zaobleně přirostlé na třeň, příčně pospojované žilkami. Výtrusný prach je sytě okrový.
Třeň bílý, válcovitý, plný, na povrchu jemně vrásčitý, 4–10 cm vysoký, poraněná místa lehce hnědnou.

Rozšíření Holubinky celokrajné v Evropě

Dužnina bílá, pevná, mladé plodnice se vyznačují jemnou, oříškovou chutí a příjemnou, ovocnou vůní.

## Užití
Jedlý druh.

## Ekologie
Houbu najdeme v parcích a jehličnatých lesích, zejména pod smrky, borovicemi a jedlemi, od června do října. Preferuje vápenité půdy. Je schopná vyrůst i za relativně suchého počasí.

## Rozšíření
Velmi rozšířená v Evropě, Severní Americe (zejména na západě) a Rusku.

## Galerie

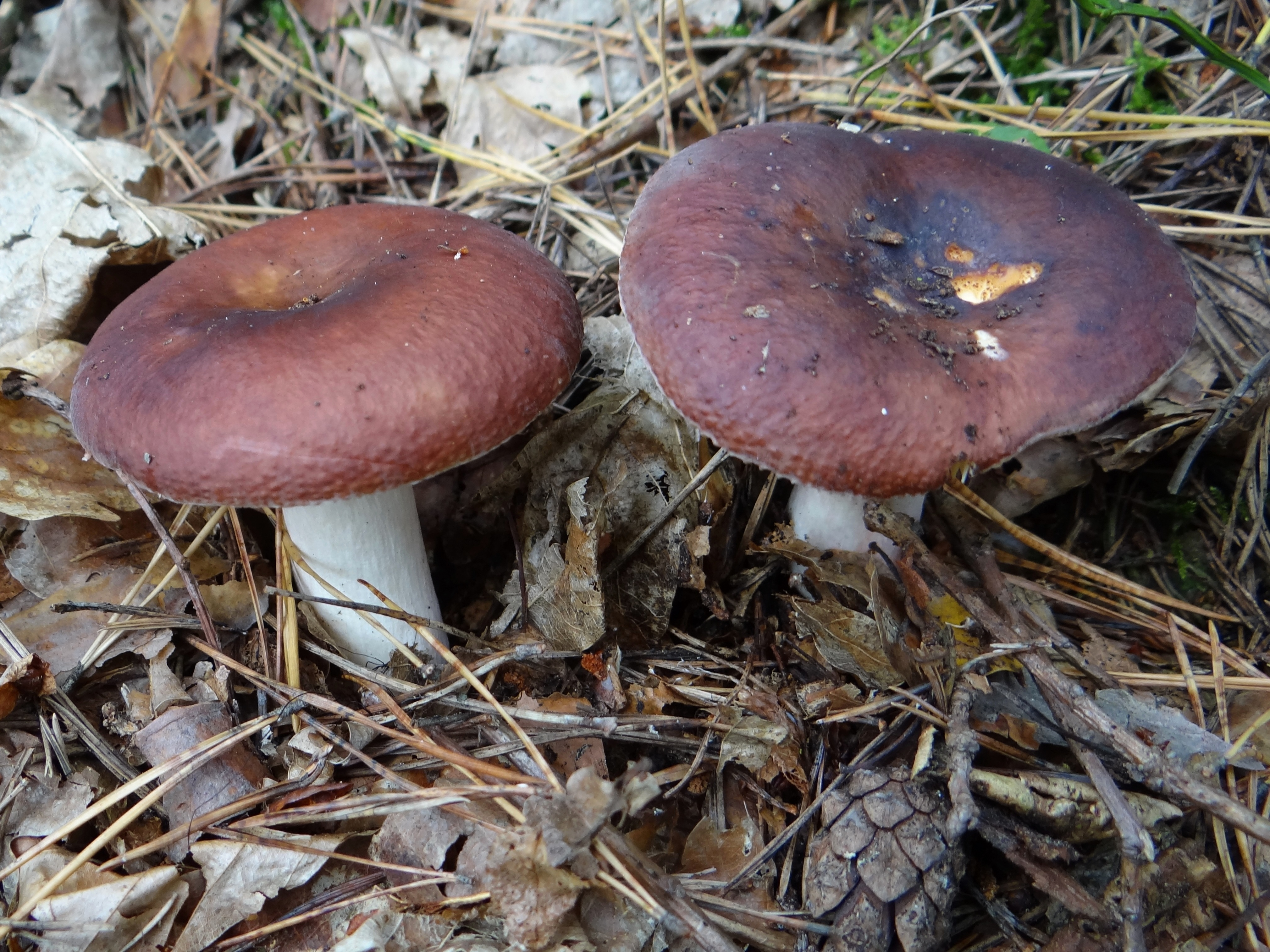
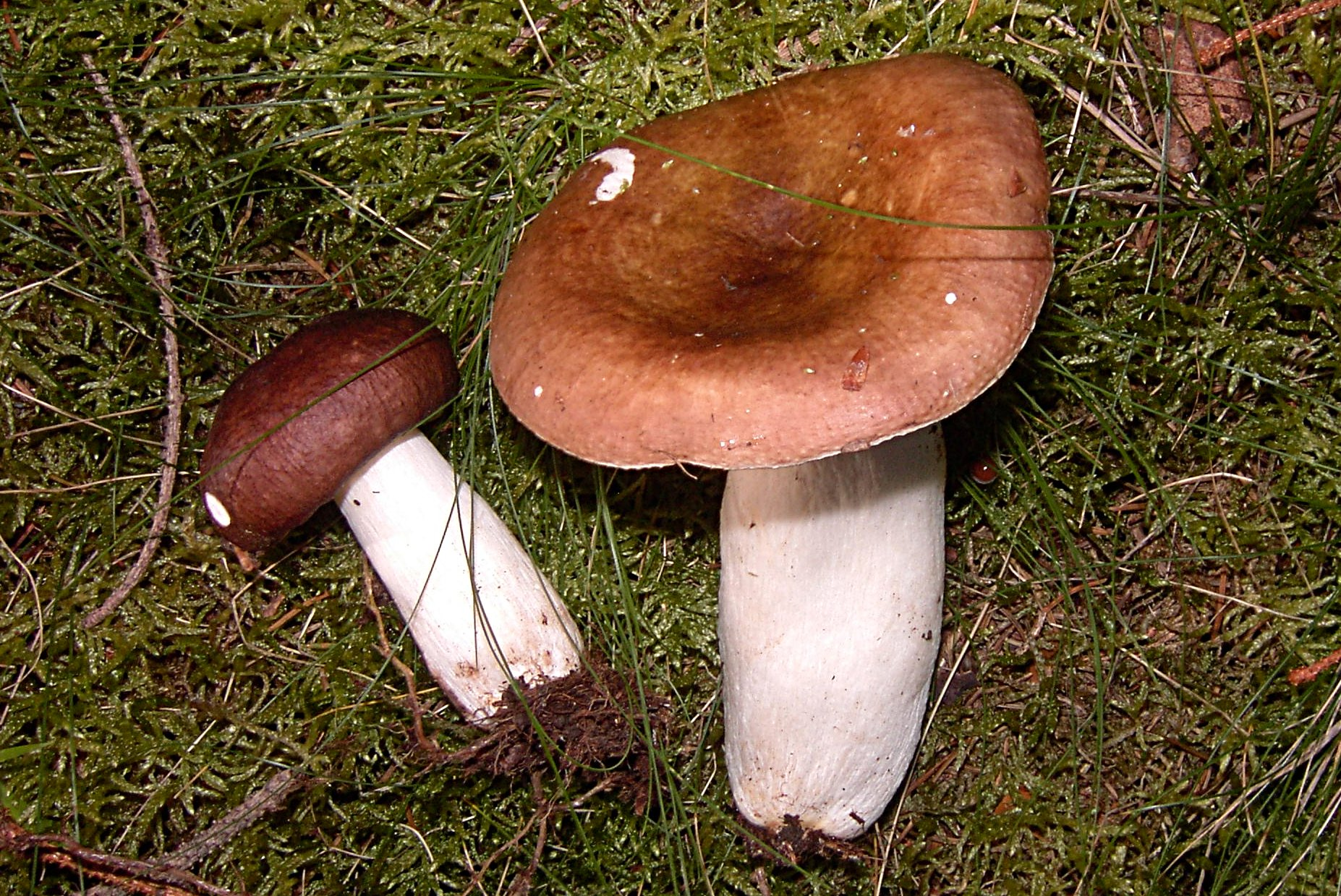
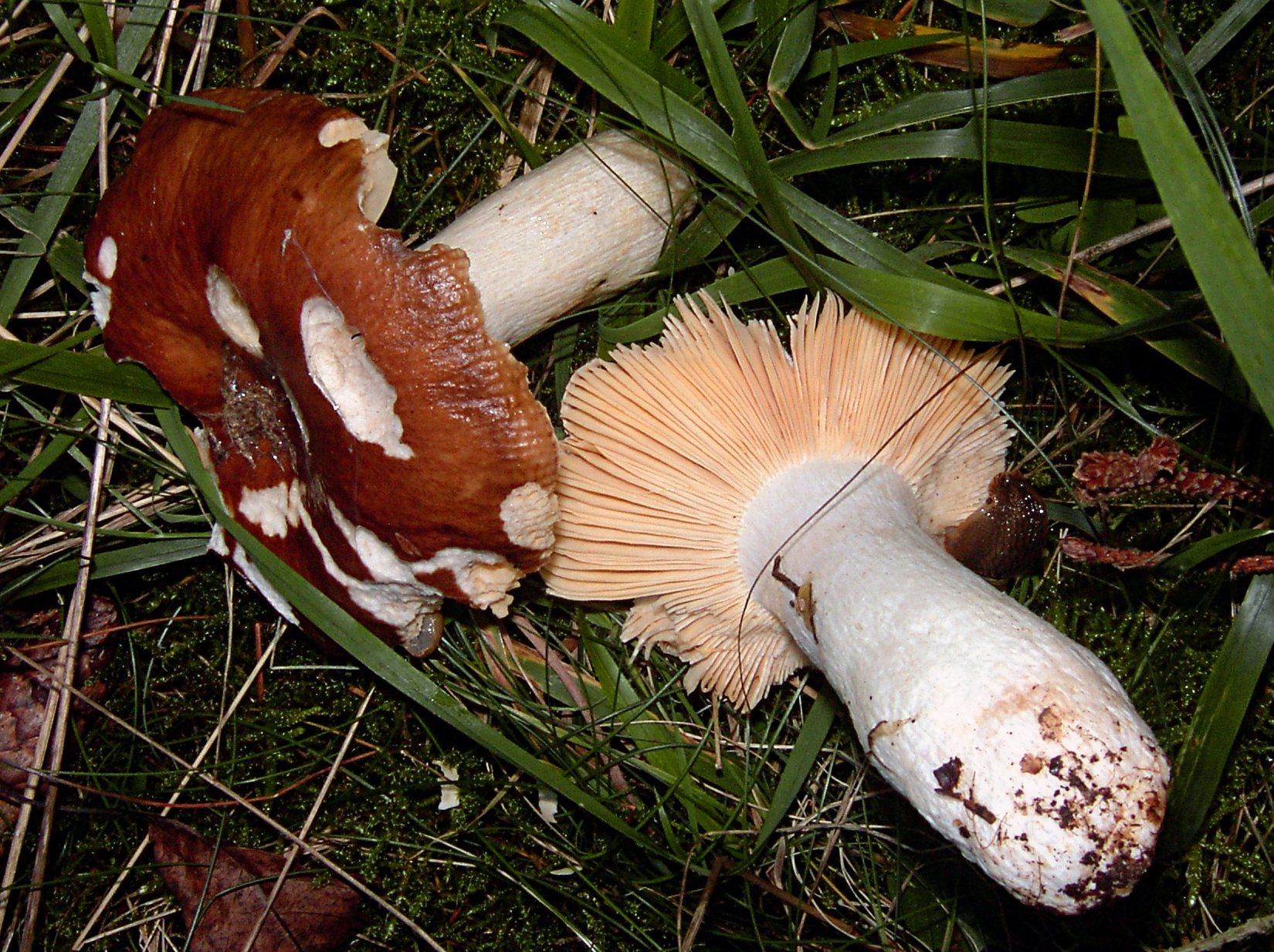
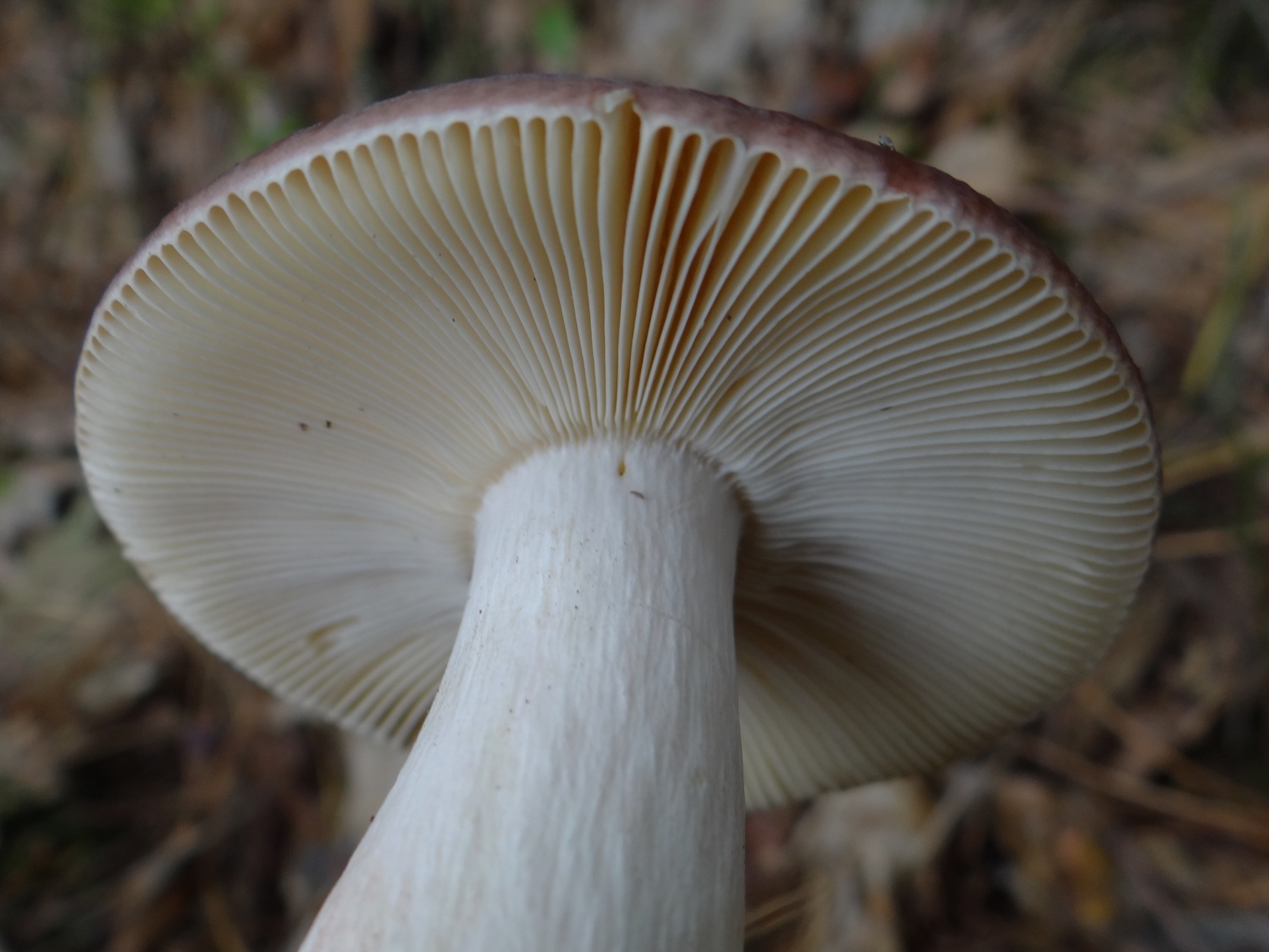

## Možnost záměny
- Holubinka podrusá (Russula alutacea)
- Holubinka černonachová (Russula atropurpurea)
- Holubinka mandlová (Russula vesca) - liší se v dospělosti nežloutnoucími lupeny
- Holubinka olivová (Russula olivacea) - liší se narůžovělým třeněm
- Holubinka révová (Russula xerampelina) - liší se silným slanečkovým zápachem
- Holubinka krátkonohá (Russula curtipes) - liší se výskytem pod duby a buky
- Holubinka kolčaví (Russula mustelina)
- Holubinka Romellova (Russula romellii) - liší se výskytem v listnatých lesích
- Holubinka podvržená (Russula adulterina) - liší se palčivou chutí
- Holubinka brunátná (Russula badia) - liší se výskytem u borovic a palčivou chutí
- Holubinka tečkovaná (Russula vinosa) - liší se nápadně šedivějící dužninou při poranění[1][2][4]